# Макария
Макария (др.-греч. Μακαρία «блаженная», «счастливая») — в древнегреческой мифологии одна из Гераклидов, единственная дочь Геракла и Деяниры, или, согласно Суде, дочь Аида и Персефоны, богиня блаженной смерти. Принесла себя в жертву Персефоне перед сражением Гераклидов с Эврисфеем. В память о Макарии назван источник близ Марафона. Действующее лицо трагедии Еврипида «Гераклиды» (хотя её имя в пьесе не упомянуто).